# 槭葉石葦
槭叶石韋（学名：Pyrrosia polydactyla）为水龙骨科石韋属下的一个种。為台灣特有種，分布於全島海拔400~2800公尺的山區，常著生在大樹枝幹或是岩壁，所以有崖生石葦別名。近年來因大量破壞，數量已較為稀少。槭葉石葦種小名polydactylis為「多指的」的意思，形容這種植物葉片明顯裂成多指狀，也因此有人以Manyfinger Pyrrosia作為它的英文名稱，或稱為Five-fingered Taiwanese Tongue Fern，Five-fingered Tongue Fern，都是以此特徵來稱呼。臺灣野外有類似的松田氏石葦(Pyrrosia matsudai (Hayata) Tagawa)，但它大多是單葉，偶而出現的掌狀裂葉多為三出且不對稱，與槭葉石葦不難區分。

## 扩展阅读
- 維基物種上的相關：槭叶石韋